# 赖神甫

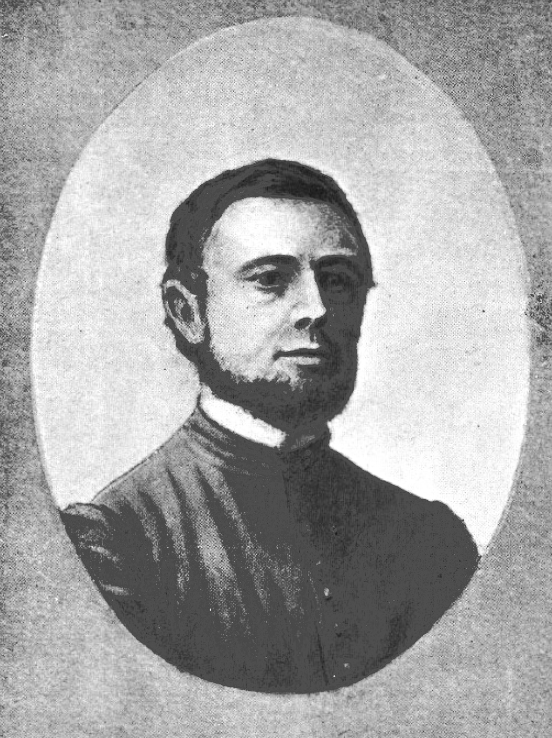
德洛维

赖神甫 （法語：Père Jean Marie Delavay，1834年12月28日-1895年12月31日）有时译作德洛维，法国传教士、探险家、植物学家。
他是耶稣会成员，并于1867年被派至中国，首先在广东活动，后于1881年受教会指令前往云南昆明，在滇西北建立新的传教点，他在云南一直呆到他在昆明病逝。他可能是今天称作云南三江并流保护区的第一位西方探险者。
他是一位热心的植物采集者，在滇西北、滇中及滇东北等处长期持续采集植物，他寄回了超过200000种的标本回法国，包括约1500余新种和许多新属。其收件人主要是巴黎国家自然历史博物馆的植物学家阿德里安·勒內·弗朗謝。他收集的植物最先在弗朗謝的《谭微道植物志》（Plantae Davidianae）中发表，带有精美插图。其后又在他的《德洛维植物志》（Plantae Delavayanae）中发表。另外，由于他之前在广州传教，故他也采集过广东的植物标本。
为纪念他，许多植物的学名以他命名，如：苍山冷杉（Abies delavayi）、山玉兰（Magnolia delavayi）、紫牡丹（Paeonia delavayi）、紫药女贞（Ligustrum delavayanum）、偏翅唐松草（Thalictrum delavayi）、红波罗花（Incarvillea delavayi）等。此外，茶条木属（Delavaya）的名字也是来源于他。